# Страхування від вогню
Страхування від вогню (міжнародна назва такого страхування «FLEXA») — відшкодування збитку від раптових і непередбачених випадків пожежі або вибуху, а також деяких інших випадкових і непередбачених подій (ризиків), додаткових щодо ризиків пожежі та вибуху, що призвели до спалаху застрахованого майна (страхування «від вогню та інших випадків»). Під поняттям «пожежа» слід розуміти неконтрольоване горіння, яке спричинило матеріальний збиток. Страхові компанії відшкодовують також збитки, які виникли внаслідок безпосередньої дії вогню (пожежі), а також дії побічних явищ (тиск повітря або газу, тепло, дим). [1]

## Об'єкти страхування
- нерухомість;
- внутрішнє оздоблення приміщень;
- промислове устаткування;
- меблі й офісна техніка;
- комп'ютерна техніка;
- товарні запаси;
- інше майно.[3]

## Ризики, що приймаються на страхування
- пожежа, удар блискавки, вибух побутового газу, а також збитки, що відбулися внаслідок заходів щодо рятування майна, гасіння пожежі або попередження її поширення;
- вибух парових казанів, газосховищ, газопроводів, машин, апаратів і інших аналогічних пристроїв;
- стихійні явища (буря, вихор, ураган, смерч, провал ґрунту, повінь, оповзень, затоплення, злива, град, землетрус тощо);
- падіння на застраховане майно пілотованих літальних апаратів або їхніх уламків;
- пошкодження водою з різних каналізаційних, водопровідних, опалювальних систем і систем пожежогасіння;
- крадіжка зі зломом, грабіж;
- навмисні дії третіх осіб;
- інші ризики за узгодженням сторін.[3]

В даному виді страхування страховик як правило не відшкодовує збитки в наступних випадках:
- військові дії, дії терористів;
- громадські хвилювання;
- прямий чи непрямий вплив радіації та радіоактивного забруднення;
- конфіскація або арешт майна органами державної влади;
- збитки, які відбулися, внаслідок процесів, яких не можна уникнути в роботі (корозія, природне спрацювання);
- через те, що страхувальник не вжив належних заходів щодо рятування майна;
- якщо факт крадіжки не підтверджено правоохоронними органами.[2]

## Страхова оцінка
Проводиться окремо по основним і оборотним фондам підприємств. основні фонди приймаються на страхування за залишковою вартістю, тобто за первісною балансовою вартістю за вирахуванням зносу. Оборотні кошти оцінюються в розмірі їх фактичної собівартості або в цінах на день укладання договору. Об'єкти незавершеного будівництва або незавершеного виробництва оцінюються у розмірі матеріальних і трудових витрат, фактично здійснених на час страхового випадку. Інколи страховик може не довіряти оцінці вартості майна відображеній у фінансовій звітності підприємства і вимагати оцінки майна власним спеціалістом з метою визначення його справедливої (ринкової) вартості.[2]

## Страхова сума
Страхова сума — є грошовою сумою на яку укладений договір страхування майна. Страхова сума може бути меншою ніж вартість майна, або дорівнювати вартості майна. В практиці страхування майна, як правило страхова сума встановлюється меншою ніж дійсна вартість майна. Для страховика це вигідно тим, що частка відповідальності залишається на страхувальникові, а для страхувальника це вигідно тим, що зменшується вартість страхування.
Договори страхування укладаються на 1 рік або на невизначений термін, при щорічному перерахуванні вартості майна та суми річних платежів. При ліквідації підприємства, договір втрачає силу в день ліквідації, а при злитті, поділі чи відокремленні за 15 днів від дня реорганізації.
При страхуванні майна передбачені пільги, а саме якщо майно повної вартості застраховано терміном 1-4 роки і більше, не одержуючи страхового відшкодування, то передбачена відповідна знижка за 2 роки на 20 %, за 3 роки — 25 %, та за 4 роки 30 %. Підставою для знижки може бути і наявність на підприємстві протипожежної і охоронної систем.[2]

## Страхова премія
Страхова премія — це плата за страхування яку страхувальник сплачує страховикові. На розмір страхової премії мають вплив наступні чинники: імовірність страхового випадку та можливий розмір збитку (нетто-складова страхової премії); норматив витрат на ведення справи і прибуток страховика (складова навантаження).
Тарифні ставки мають диференціацію в залежності від:
- форми господарювання;
- галузі виробництва;
- стану протипожежної забезпеченості;
- технічного стану підприємства;
- рівня кваліфікації персоналу.

Плата страхової премії вноситься 1-2 рази на рік, кожний внесок по 50 % річної суми платежів. Якщо премія вноситься двічі на рік, то протягом першої половини дії договору діє пропорційно половинна
відповідальність страховика.[2]

## Визначення збитку і страхового відшкодування
Розмір збитку і сплату відшкодування визначають у послідовності:
- встановлюють факт страхового випадку;
- визначають розмір збитку і страхове відшкодування, складають акт про страховий випадок (протягом 5-ти днів після заяви);
- здійснюють страхову виплату.

Підґрунтям до встановлення факту страхового випадку є заява страхувальника про страховий випадок, яка має бути подана не пізніше трьох днів після настання випадку. В заяві повинне бути вказано де, коли, за яких обставин і яке майно зазнало пошкодження, чи знищено або вкрадено. При цьому страхова компанія перевіряє відповідність цих фактів. В окремих випадках страховик вимагає довідку відповідних органів по страховому випадку: при пожежі (акт органу пожежного нагляду); стихійного лиха (органів гідрометеослужби); слідчих органів (при крадіжках). В деяких випадках самостійно проводить з'ясування причин настання страхового випадку.
Якщо встановлено факт страхового випадку і наявно існують усі документи, які стверджують це, то протягом 15 днів від складання акту сплачується страхове відшкодування. Страхове відшкодування розраховується за системою першого ризику, пропорційної або граничної відповідальності (яка передбачалася при укладенні договору).[2]